# Željko Zagorac
Pour les articles homonymes, voir Zagorac (homonymie).
Željko Zagorac, né le 9 mars 1981 à Gospić, dans la République socialiste de Slovénie, est un joueur slovène de basket-ball, évoluant au poste d'ailier.